# Vladímir Korotkov
Vladímir Korotkov (Moscú, RSFS de Rusia; 23 de abril de 1948 – 14 de junio de 2025) fue un jugador y entrenador de tenis ruso dos veces campeón júnior de Grand Slam.

## Carrera

### Jugador
Fue miembro del CSKA Moscú y su primer título fue el nacional de dobles mixtos junto a Marina Chuvyrina en 1963, y ya en categoría senior ganó el título de dobles masculino de la Unión Soviética junto a Vyacheslav Egorov en 1965, ese mismo fue finalista del Campeonato de Wimbledon a nivel júnior donde perdió la final ante Ismail El Shafei de Egipto.
Al año siguiente tomó revancha y ganó el campeonato inglés además del Torneo de Roland Garros, además de repetir el título nacional ruso en dobles junto a Egorov.
Dos años después participó en los Juegos Olímpicos de México 1968 donde ganó la medalla de oro en dobles mixtos, el bronce en singles y dobles masculino, pero al ser un deporte de exhibición no es considerado como campeón olímpico.
Posteriormente fue varias veces finalista a nivel soviético en dobles y dobles mixtos, además de campeón nacional ruso en singles en 1977 donde venció en la final a Vadim Borisov. Korotkov fue un jugador exitoso a nivel internacional amateur, donde fue campeón en dobles en las Universiadas de 1973. También integró el equipo soviético de Copa Davis de 1969 a 1974, donde ganó 10 de 21 partidos. En 1974 ganó en la zona europea pero perdió ante India en las semifinales inter-zonales. Luego de iniciar la Era Open Korotkov no tuvo tanto éxito; sus mejores resultados fueron avanzar a la cuarta ronda en dobles del Italian Open en 1969 donde perdió ante Charlie Pasarell y Owen Davidson, y en 1973 donde perdió ante Cliff Richey. También avanzó a la tercera ronda del Campeonato de Wimbledon en 1968.

### Entrenador
Luego de retirarse como tenista, Korotkov pasó a ser entrenado en varios equipos de 1981 a 1996 como el Moscow Tennis Academy en 1993–1994. Korotkov fue nominado en varias ocasiones al Salón de la Fama del Tenis Ruso pero siempre perdió, primero ante Sergei Likhachev, después con Teimuraz Kakulia y al final con Andrej Potanin. Finalmente pasó a ser miembro del Salón de la Fama ruso en 2014.